# Protoceratopsidae
A Protoceratopsidae a kihalt dinoszauruszok egy családja volt. A név jelentése ógörögül „első szarvas arc”. Hasonlítottak a ceratopsidákra, de kisebbek és fejletlenebbek voltak. A családba tartozó egyedek fosszíliáit csak a késő kréta kori Ázsiából kerültek elő, a Nemegt-medencéből. Tipikus képviselőjük a Protoceratops.

## Besorolásának története
A Protoceratopsidae taxont először Walter W. Granger és William K. Gregory írta le, 1923 májusában, a protoceratops andrewsi monotipikus családjaként. Felismerték rokonságát a ceratopsiákkal, de elég primitívnek tartották ahhoz, hogy külön családba (sőt, talán külön alrendbe) sorolják. A családot később kiterjesztették azokra a ceratopsiákra, amelyek már túl fejlettek voltak ahhoz, hogy psittacosaurusnak legyenek tekinthetők, de túl primitívek, hogy a ceratopsidákhoz tartozhassanak.
1998-ban Paul Sereno úgy írta le a protoceratopsidákat, mint az a klád, amely kiterjed „valamennyi coronosaurusra, amelyek közelebb állnak a protoceratopshoz, mint a triceratopshoz”. Ez a definíció biztosítja, hogy a protoceratopsidae család monofiletikus (egy őstől származó) legyen, de kizár olyan dinoszauruszokat is, melyeket korábban idetartozónak gondoltak, mint a Leptoceratops vagy a Montanoceratops. Ezeket újabban az észak-amerikai Leptoceratopsidae családba sorolják.

## Szakrodalom

### Angolul
- Alifanov, V.R., 2003.  Two new dinosaurs of the Infraorder Neoceratopsia (Ornithischia) from the Upper Cretaceous of the Nemegt Depression, Mongolian People's Republic.  Paleontological Journal 37 (5): 524–535.
- Granger, W. & W.K. Gregory, 1923.  Protoceratops andrewsi, a pre-ceratopsian dinosaur from Mongolia.  American Museum Novitates 72: 1–9.
- Sereno, P.C., 1998.  A rationale for phylogenetic definitions, with application to the higher-level taxonomy of Dinosauria.  N. Jb. Geol. Palaont. Abh. 210 (1): 41–83.
- Sereno, P.C., 2000.  The fossil record, systematics and evolution of pachycephalosaurs and ceratopsians from Asia.  480–516 in Benton, M.J., M.A. Shishkin, D.M. Unwin & E.N. Kurochkin (eds.), The Age of Dinosaurs in Russia and Mongolia.  Cambridge University Press, Cambridge